# Hybris (malware)
Hybris is een computerworm voor een aantal Windowsversies. Het virus is waarschijnlijk geschreven door de Braziliaanse virusschrijver Vecna, lid van de groep 29A.
Het virus wordt verspreid via e-mails, doorgaans via het e-mailadres hahaha@sexyfun.net. De bijlage bevat het bestand W95.Hybris.gen. W95.Hybris.gen wordt bij het openen op de harde schijf geplaatst.
Vaak bevat de e-mail een tekst, doorgaans in het Frans.
De naam Hybris is gebaseerd op de tekst van het virus; HYBRIS" "(c) Vecna.